# بني سجود (أمتار)
بني سجود هي إحدى مشيخات المملكة المغربية، تتبع جغرافيا لإقليم شفشاون وإداريًا لأمتار. يقدر عدد سكانها بـ 3302 نسمة حسب الإحصاء الرسمي للسكان والسكنى لسنة 2004.